# SOCKS
SOCKS是一种网络传输协议，名字取自SOCKetS，主要用于客户端与外网服务器之间通讯的中间传递。
当防火墙后的客户端要访问外部的服务器时，就跟SOCKS代理服务器连接。这个代理服务器控制客户端访问外网的资格，允许的话，就将客户端的请求发往外部的服务器。
这个协议最初由David Koblas开发，而后由NEC的Ying-Da Lee将其扩展到SOCKS4。最新协议是SOCKS5，与前一版本相比，增加支持UDP、验证，以及IPv6。
根据OSI模型，SOCKS是会话层的协议，位于表示层与传输层之间。
SOCKS協定不提供加密。

## 与HTTP代理的对比
SOCKS工作在比HTTP代理更低的层次：SOCKS使用握手协议来通知代理软件其客户端试图进行的SOCKS連接，然后尽可能透明地进行操作，而常规代理可能会解释和重写报头（例如，使用另一种底层协议，例如FTP；然而，HTTP代理只是将HTTP请求转发到所需的HTTP服务器）。虽然HTTP代理有不同的使用模式，HTTP CONNECT方法允许转发TCP连接；然而，SOCKS代理还可以转发UDP流量（僅SOCKS5），而HTTP代理不能。HTTP代理通常更了解HTTP协议，执行更高层次的过滤（虽然通常只用于GET和POST方法，而不用于CONNECT方法）。

## 版本分支

### SOCKS 4
下面是客户端向SOCKS 4代理服务器，发送的连接请求包的格式（以字节为单位）：
| VN | CD | DSTPORT | DSTIP | USERID   |
| -- | -- | ------- | ----- | -------- |
| 1  | 1  | 2       | 4     | 可变长度 |

- VN是SOCK版本，应该是4；
- CD是SOCK的命令码，1表示CONNECT请求，2表示BIND请求；
- DSTPORT表示目的主机的端口；
- DSTIP指目的主机的IP地址；
- USERID表示用户标识ID，结尾值为0（NULL）；

代理服务器而后发送回应包（以字节为单位）：
| VN | CD | DSTPORT | DSTIP |
| -- | -- | ------- | ----- |
| 1  | 1  | 2       | 4     |

- VN是回应码的版本，应该是0；
- CD是代理服务器答复，有几种可能：

- 90，请求得到允许；
- 91，请求被拒绝或失败；
- 92，由于SOCKS服务器无法连接到客户端的identd（一个验证身份的进程），请求被拒绝；
- 93，由于客户端程序与identd报告的用户身份不同，连接被拒绝。

- DSTPORT与DSTIP与请求包中的内容相同，但被忽略。

如果请求被拒绝，SOCKS服务器马上与客户端断开连接；如果请求被允许，代理服务器就充当客户端与目的主机之间进行双向传递，对客户端而言，就如同直接在与目的主机相连。

### SOCKS4A
SOCKS 4A是SOCKS 4协议的简单扩展，允许客户端对无法解析域名的目的主机進行存取。
客户端对DSTIP的头三个字节设定为NULL，最后一个字节为非零；对应的IP地址就是0.0.0.x，其中x是非零，这当然不可能是目的主机的地址，这样即使客户端可以解析域名，对此也不会发生冲突。USERID以紧跟的1字节的0（NULL）作结尾，客户端必须发送目的主机的域名，并以另一个1字节的0（NULL）作结尾。CONNECT和BIND请求的时候，都要按照这种格式（以字节为单位）：
| VN | CD | DSTPORT | DSTIP 0.0.0.x | USERID   | NULL | HOSTNAME | NULL |
| -- | -- | ------- | ------------- | -------- | ---- | -------- | ---- |
| 1  | 1  | 2       | 4             | 可变长度 | 1    | 可变长度 | 1    |

使用4a协议的服务器必须检查请求包里的DSTIP字段，如果表示地址0.0.0.x，x是非零结尾，那么服务器就得读取客户端所发包中的域名字段，然后服务器就得解析这个域名，可以的话，对目的主机进行连接。

### SOCKS5
SOCKS5比SOCKS4a多了驗證、IPv6、UDP支持。建立与SOCKS5服务器的TCP连接后客户端需要先发送请求来确认协议版本及认证方式，格式为（以字节为单位）：
| VER | NMETHODS | METHODS |
| --- | -------- | ------- |
| 1   | 1        | 1-255   |

- VER是SOCKS版本，这里应该是0x05；
- NMETHODS是METHODS部分的长度；
- METHODS是客户端支持的认证方式列表，每个方法占1字节。当前的定义是：

- 0x00  不需要认证
- 0x01  GSSAPI
- 0x02  用户名、密码认证
- 0x03 - 0x7F由IANA分配（保留）
  - 0x03：握手挑战认证协议
  - 0x04：未分派
  - 0x05：响应挑战认证方法
  - 0x06：传输层安全
  - 0x07：NDS认证
  - 0x08：多认证框架
  - 0x09：JSON参数块
  - 0x0A–0x7F：未分派

- 0x80 - 0xFE为私人方法保留
- 0xFF  无可接受的方法

服务器从客户端提供的方法中选择一个并通过以下消息通知客户端（以字节为单位）：
| VER | METHOD |
| --- | ------ |
| 1   | 1      |

- VER是SOCKS版本，这里应该是0x05；
- METHOD是服务端选中的方法。如果返回0xFF表示没有一个认证方法被选中，客户端需要关闭连接。

之后客户端和服务端根据选定的认证方式执行对应的认证。
认证结束后客户端就可以发送请求信息。如果认证方法有特殊封装要求，请求必须按照方法所定义的方式进行封装。
SOCKS5请求格式（以字节为单位）：
| VER | CMD | RSV  | ATYP | DST.ADDR | DST.PORT |
| --- | --- | ---- | ---- | -------- | -------- |
| 1   | 1   | 0x00 | 1    | 动态     | 2        |

- VER是SOCKS版本，这里应该是0x05；
- CMD是SOCK的命令码：

- 0x01表示CONNECT请求
- 0x02表示BIND请求
- 0x03表示UDP转发

- RSV为保留字段，值为0x00；
- ATYP为DST.ADDR类型：

- 0x01 IPv4地址，DST.ADDR部分4字节长度
- 0x03 域名，DST.ADDR部分的第一个字节为域名长度，DST.ADDR剩余的内容为域名，没有\0结尾。
- 0x04 IPv6地址，16个字节长度。

- DST.ADDR为目的地址；
- DST.PORT为网络字节序表示的目的端口。

服务器按以下格式回应客户端的请求（以字节为单位）：
| VER | REP | RSV  | ATYP | BND.ADDR | BND.PORT |
| --- | --- | ---- | ---- | -------- | -------- |
| 1   | 1   | 0x00 | 1    | 动态     | 2        |

- VER是SOCKS版本，这里应该是0x05；
- REP为应答字段：

- 0x00表示成功；
- 0x01为普通的SOCKS服务器连接失败
- 0x02为现有规则不允许连接
- 0x03为网络不可达
- 0x04为主机不可达
- 0x05为连接被拒
- 0x06为TTL超时
- 0x07为不支持的命令
- 0x08为不支持的地址类型
- 0x09 - 0xFF未定义

- RSV为保留字段，值为0x00；
- ATYP为BND.ADDR类型：

- 0x01 IPv4地址，DST.ADDR部分4字节长度
- 0x03域名，DST.ADDR部分第一个字节为域名长度，DST.ADDR剩余的内容为域名，没有\0结尾。
- 0x04 IPv6地址，16个字节长度。

- BND.ADDR为服务器绑定的地址
- BND.PORT为网络字节序表示的服务器绑定的端口

#### SOCKS5 用户名密码认证方式
在客户端、服务端协商使用用户名密码认证后，客户端发出用户名密码，格式为（以字节为单位）：
| 鉴定协议版本 | 用户名长度 | 用户名 | 密码长度 | 密码 |
| ------------ | ---------- | ------ | -------- | ---- |
| 1            | 1          | 动态   | 1        | 动态 |

鉴定协议版本目前为 0x01 。
服务器鉴定后发出如下回应：
| 鉴定协议版本 | 鉴定状态 |
| ------------ | -------- |
| 1            | 1        |

其中鉴定状态 0x00 表示成功，0x01 表示失败。

## SOCKS服务器
部分SOCKS服务器软件：
- Dante Socks Server，http://www.inet.no/dante （页面存档备份，存于）
- Java Socks Server，http://jsocks.sourceforge.net （页面存档备份，存于）
- Socks4 Server，https://archive.today/20130502024508/ http://www.alhem.net/project/socks4 Archive.today的存檔，存档日期2013-05-02
- SS5 Socks Server，http://ss5.sourceforge.net （页面存档备份，存于）
- TcpToute2，https://github.com/GameXG/TcpRoute2 （页面存档备份，存于）
- CCProxy，https://www.youngzsoft.net/ccproxy/ （页面存档备份，存于）

## SOCKS客户端
一般情况下应用程序会内嵌对SOCKS协议的支持。但socksify，proxifier软件可强制使不支持SOCKS的应用通过代理联网。
| 客户端                                  | 许可证                 | 版本    | 发布日期 | 平台        | 支持协议 |
| Dante client（页面存档备份，存于）      | BSD/CMU                | 1.1.18  | 09/2005  | Linux       | v4, v5   |
| FreeCap（页面存档备份，存于）           | GPL                    | 3.18    | 02/2005  | Windows     | -        |
| Hummingbird socks（页面存档备份，存于） | -                      | -       | -        | Windows     | -        |
| ProxyCap（页面存档备份，存于）          | -                      | 2.03    | -        | Windows     | -        |
| SocksCap                                | Non-Comercial home use | -       | -        | -           | v5       |
| Super Socks5Cap（页面存档备份，存于）   | -                      | 1.5.3   | -        | Windows     | -        |
| tsocks（页面存档备份，存于）            | GPL                    | 1.8     | 10/2002  | -           | -        |
| nylon                                   | -                      | -       | 06/2003  | OpenBSD     | -        |
| Win2Socks（页面存档备份，存于）         | -                      | 2.7.0   | 06/2022  | Windows     | v5       |
| proxifier（页面存档备份，存于）         | -                      | 3.4.2   | 08/2019  | Windows,Mac | v4,v5    |
| SocksCap                                | -                      | -       | -        | Windows     | v4,v5    |
| tun2socks（页面存档备份，存于）         | BSD-Clause             | 1.0.0.2 | 09/2021  | Windows     | v5       |